# Thác Tà Puồng
Thác Tà Puồng là thác trên suối Tà Puồng ở xã Hướng Việt huyện Hướng Hóa tỉnh Quảng Trị, Việt Nam 
Thác Tà Puồng đi liền với động Tà Puồng ở vùng đất thôn Tà Puồng xã Hướng Việt huyện Hướng Hóa. Thác nước có độ cao 30 - 35 m, có lưu lượng nước lớn, và quanh năm chảy khá mạnh đến mức dù đứng cách xa chân thác nhưng vẫn cảm nhận được những tia nước bắn vào đá và vào người mát lạnh.
Thác cách Quốc lộ 9 khoảng 60 km về phía Bắc, từ ngã ba Tân Hợp 16°38′08″B 106°44′28″Đ / 16,635487°B 106,741053°Đ rẽ sang đường Hồ Chí Minh. Đến thôn Tà Puồng hoặc thôn Trăng thì gửi đồ và tìm đường. Đi bộ theo đường mòn và dọc theo suối khoảng 20 phút tới động; suối có nhiều đoạn sâu đến 2 - 3 m.
Từ cửa động Tà Puồng, men theo suối về hạ nguồn khoảng 10 phút, sẽ đến thác.
Xã Hướng Việt thành lập năm 2004 từ xã Hướng Lập.

## Thắng cảnh liên quan
Trên đoạn đường Hồ Chí Minh từ điểm giao Quốc lộ 9 đi đến thác Tà Puồng còn có các thắng cảnh:
- Thác Chênh Vênh trên dòng Xê Samu ở vùng đất bản Chênh Vênh xã Hướng Phùng huyện Hướng Hóa. 16°46′46″B 106°34′52″Đ / 16,779386°B 106,581165°Đ
- Đèo Sa Mù trên Đường Hồ Chí Minh ở vùng giáp ranh xã Hướng Phùng và Hướng Việt huyện Hướng Hóa. 16°47′20″B 106°36′12″Đ / 16,788762°B 106,603322°Đ